# Pfarrkirche Arnfels

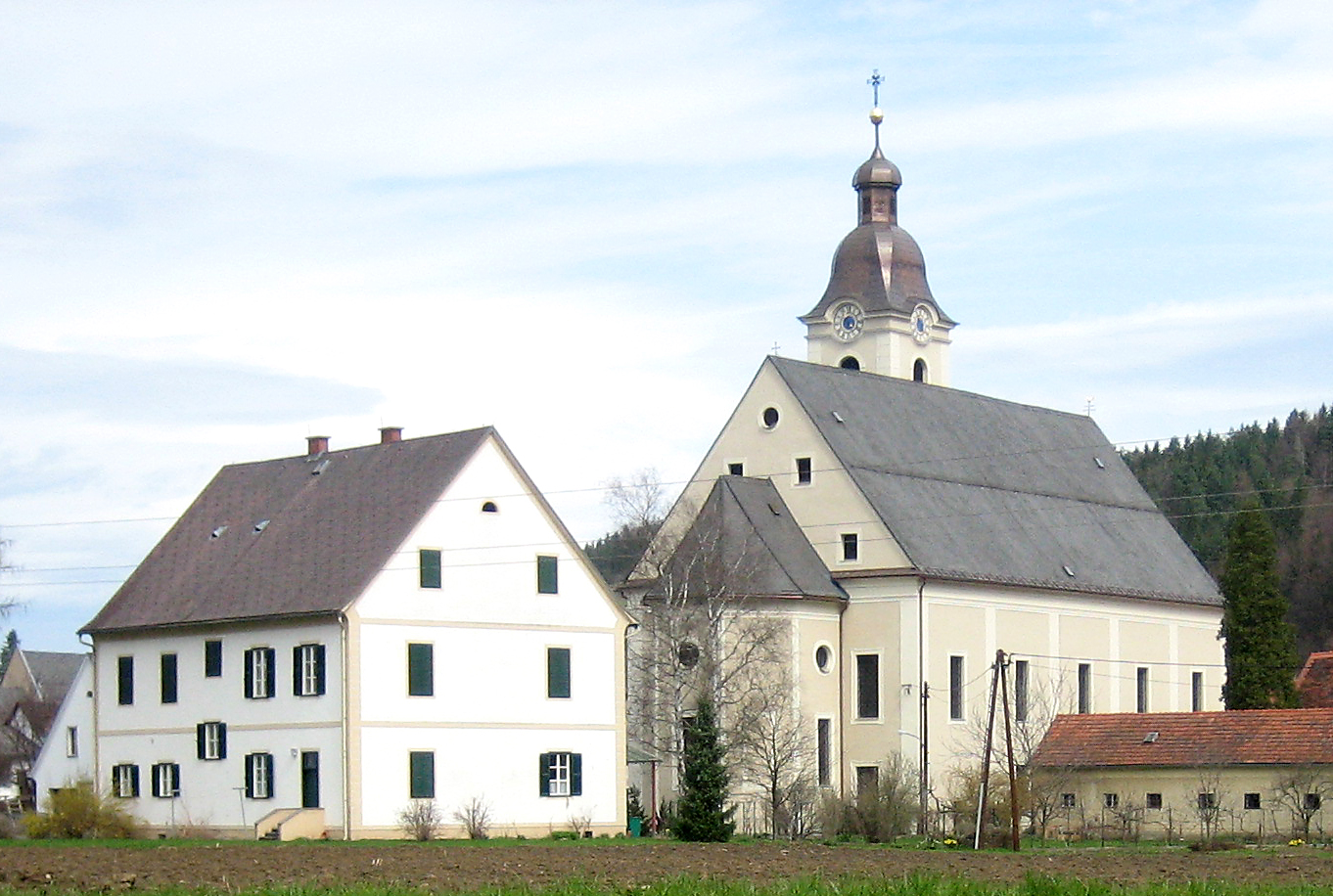
Katholische Pfarrkirche Mariä Geburt in Arnfels

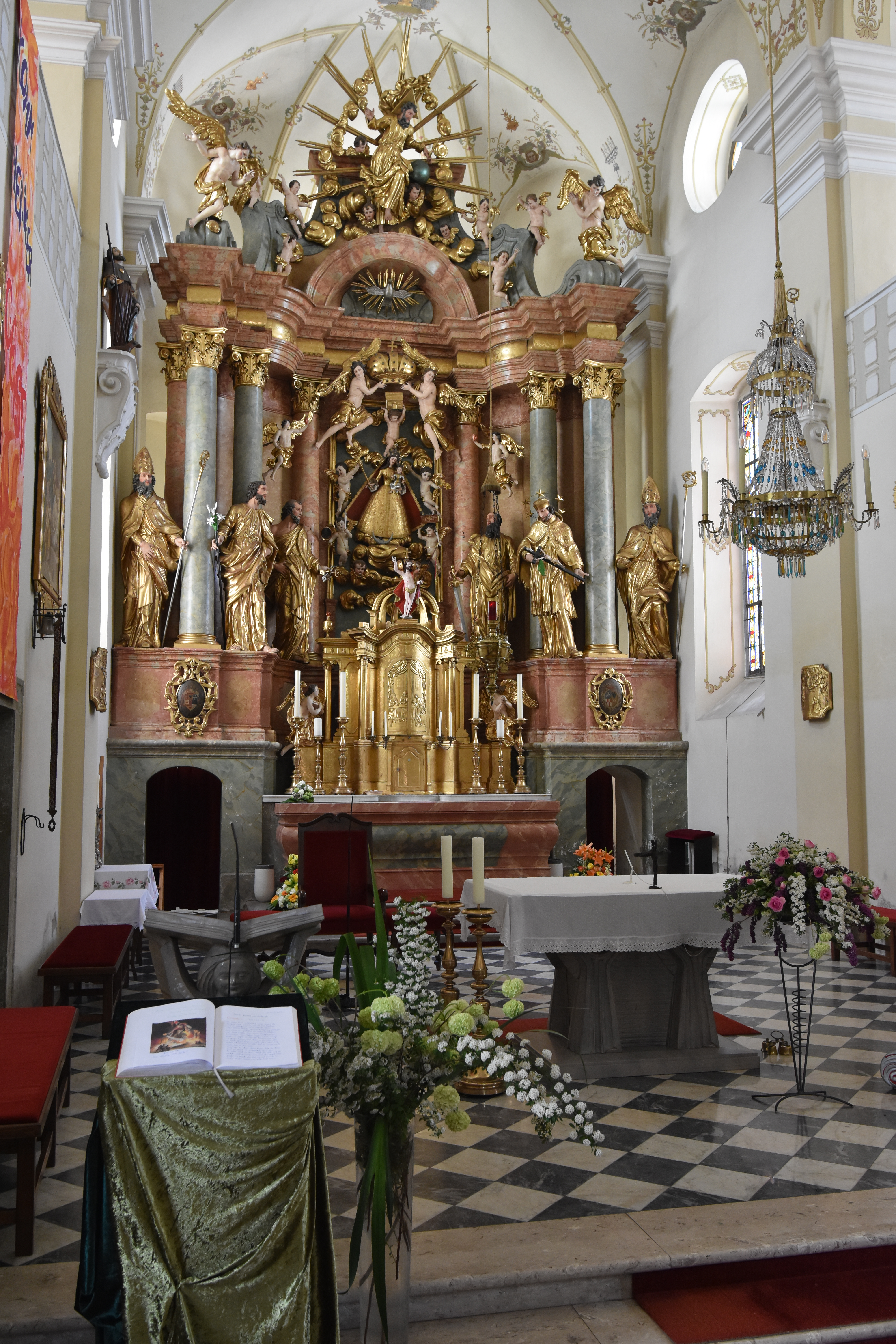
Der Altarraum der Kirche

Die römisch-katholische Pfarrkirche Arnfels steht in der Marktgemeinde Arnfels im Bezirk Leibnitz in der Steiermark. Die dem Patrozinium Mariä Geburt Pfarrkirche gehört zum Dekanat Leibnitz in der Diözese Graz-Seckau. Die Kirche steht unter Denkmalschutz (Listeneintrag).

## Geschichte
Um die Mitte des 15. Jahrhunderts wurde eine Kirche Maria am Waasen erbaut. Mit der Gräfin Eleonore Dernbach und ihrem zweiten Gemahl Franz Erwein von Schönborn wurde von 1714 bis 1717 ein Neubau errichtet und 1734 geweiht. Die Filialkirche der Pfarrkirche St. Johann im Saggautal wurde die Kirche 1788 zur Pfarrkirche erhoben. 1910 wurde die Kirche innen, 1973 außen restauriert.

## Architektur
Der nach Süden orientierte Kirchenbau hat ein vierjochiges Langhaus mit eingestellten Pfeilern mit Kapellen und darüberliegenden Emporen. Der eingezogene eineinhalbjochige Chor mit Emporen im Nordjoch hat einen Dreiachtelschluss. Langhaus und Chor haben Kreuzgratgewölbe auf Gurten auf flachen Pilastern mit kräftigen Gesimskapitellen. Die Emporen haben Balusterbrüstungen. Die Wandfelder zeigen Laub- und Bandlwerkstuck.

## Ausstattung
Der mächtige Säulenhochaltar füllt den gesamten Chorschluss, geschaffen von Johann Matthias Leitner 1728. Der Tabernakel ist aus 1847. Die Orgel aus 1909 wurde von Gebrüder Hopferwieser gefertigt.
Eine Glocke goss Johann Feltl 1834.